# Калінчак Валерій Володимирович
Калінчак Валерій Володимирович (26 лютого 1944, Фергана) — фізик. Доктор фізико-математичних наук (1996); професор (1998); академік Міжнародної академії наук екології та безпеки життєдіяльності (МАНЕБ) з 2012 р.; керівник наукової школи «Тепло- і електрофізичні явища у багатофазних середовищах».

## Біографія
Валерій Володимирович Калінчак народився 26 лютого 1944 р. у м. Фергані (Узбецька РСР). Розпочав шкільну освіту у 1950 р. у Дрогобичі. У 1952 р. родина переїхала до Одеси, де він закінчив школу у 1960 р. У тому ж році вступив на фізичний факультет Одеського державного університету (нині — Одеський національний університет імені І. І. Мечникова), закінчив його в 1965 р. з відзнакою і з наданням кваліфікації фізика, теплофізика. Після закінчення університету в січні 1966 р. В. В. Калінчака призвали до лав Радянської Армії. Після року служби почав навчатися в аспірантурі. З жовтня 1968 р. В. В. Калінчака обрали за конкурсом асистентом кафедри теплофізики ОДУ імені І. І. Мечникова, пізніше він працював на кафедрі старшим викладачем.
У 1978 р. В. В. Калінчак захистив кандидатську дисертацію “Горение капель бинарных смесей в потоке”, а у 1980 р. його обрали на посаду доцента кафедри теплофізики. У 1983 р. йому присвоїли вчене звання доцента кафедри теплофізики.
У 1996 р. В. В. Калінчак захистив докторську дисертацію “Высокотемпературный тепломассоперенос и критические явления при фазовых и химических превращениях в дисперсных системах”. 3 1 жовтня 1996 р. працює завідувачем кафедри теплофізики ОДУ імені І. І. Мечникова.

## Наукова діяльність
Наукова діяльність В. В. Калінчака почалася у 1960 р. з біофізичного гуртка, яким керував К. К. Демидов, а ініціатором був В. Є. Глушков. У 1962 р. В. Є. Глушков залучив В. В. Калінчака до роботи у Проблемній лабораторії аерозолей, науковим керівником якої був В. О. Федосеев, а завідувала лабораторією О. В. Гернет. Перші наукові роботи були пов’язані з процесами окислення магнію у парах води. У 1963-1964 рр. він працював лаборантом у групі В. І. Глухова, займався експериментальними дослідженнями займання, горіння і згасання металізованих сумішевих систем і порохів разом з однокурсником Б. А. Алтоїзом. У 1965 р. на Всесоюзній конференції з питань випаровування, горіння і газової динаміки, присвяченій 100-річчю Одеського державного університету, виступив з доповіддю “Вплив металевих домішок на горіння порохів”. 
Великий вплив на формування наукового світогляду В. В. Калінчака мали консультації таких видатних вчених, як О. М. Тодес, Б. В. Дерягін, зустрічі і бесіди з М. Л. Фуксом, Д. Є. Федосєєвим. 
Надалі коло наукових інтересів В. В. Калінчака розширилося: це випаровування краплин вуглеводню у воді, горіння частинок металів і гідридів металів, процеси стійкості тепломасообміну при горінні краплини у потоці. 
З липня 1967 р. В. В. Калінчак був заступником керівника наукової групи (керівник В. Є. Глушков), яка відбула в експедицію до Красноярського інституту лісу та деревини. У 50 км від Красноярська у лісі група здійснювала випробування по запобіганню та гасінню пожеж методом перегрітої води з додаванням гігроскопічних речовин. Була доведена велика ефективність використання методу перегрітої рідини для попередження та гасіння пожеж. 
У 1968-1970 рр. В. В. Калінчак виконував наукові дослідження з керування випаровуванням, горінням і згасанням рідких палив за допомогою зміни їх складу. Перші підсумки праці опубліковано у наукових збірках “Физика аэродисперсных систем” (1972, Вип. 6, 7). Великий вплив на цикл робіт з горіння краплин рідких палив у потоці відіграли поради Д. І. Поліщука, тогочасного завідувача кафедри загальної фізики, і О. М. Тодеса. Перший допоміг з постановкою експериментальних досліджень, другий — з теорією стійкості процесів тепломасообміну, кінетики випаровування і хімічного перетворення краплин рідких палив у потоці. Були отримані критерії, які дозволили визначити критичні умови займання і згасання рідких краплин у потоці, описати гістерезисні режими їх горіння. 
У 1972-1973 рр. В. В. Калінчак здійснив цикл досліджень з впливу домішку металів (CuO, Cu2O, CuO4) на характеристики горіння пресованих сумішей на основі перхлорату амонію і полістиролу. Ці роботи В. В. Калінчак здійснив під час наукового стажування у Сегедському університеті ім. Й. Аттіли на кафедрі фізичної хімії. 
З 1974 по 1980 р. він продовжував дослідження з горіння струменів рідких палив різного складу, частинок металів, вкритих різними плівками, і гідридів металів. У 80-ті рр. основний напрямок наукових робіт поєднано з теоретичними та експериментальними дослідженнями високотемпературних і гістерезисних режимів тепломасообміну і горіння частинок вуглецю і факелів частинок металів, утворених у результаті руйнування матеріалів. Важливим аспектом цих робіт є дослідження пожежної небезпеки розпечених металевих частинок. Розроблялись методики і прилади, які дозволяють здійснювати дисперсний аналіз і спектрометричні виміри під час горіння факелу частинок. 
У рамках наукової школи, якою керував професор В. О. Федосеев, у 80-х рр. був створений науковий напрямок з фізики низькотемпературної плазми з конденсованою дисперсною фазою, який очолює професор М. М. Чесноков. 
У 90-х р. сформувався науковий напрямок кафедри фізики теплових явищ при фазових і хімічних перетвореннях в аеродисперсних системах, фактичним керівником якого став В. В. Калінчак. Сьогодні Валерій Володимирович є керівником наукової школи «Тепло- і електрофізичних явищ у багатофазних середовищах». Основною темою цих робіт є експериментальні та теоретичні дослідження підпалюючої властивості розпечених металевих частинок, стійкість процесів тепломасообміну при горінні краплин і частинок у потоці, докладне вивчення ролі різних механізмів (теплообмін випромінюванням, перенос тепла і маси стефанівською течією, нагрівання лазерним випромінюванням або електричним струмом, внутрішня дифузія і внутрішнє реагування у пористих частинках і т. п.) у процесах запалення, горіння і самовільного згасання газосуспензії частинок. В. В. Калінчак розробив метод, що дозволяє визначити стійкі високотемпературні і гістерезисні режими горіння краплин і частинок, дослідив механізми реакції з газами. Дослідження цих процесів у 1995 р. були підтримані міжнародним фондом “Відродження” у рамках Соросівської програми ISSEP. У виконанні програми активну участь брали професори М. М. Чесноков, М. X. Копит, доцент С. Г. Орловська, аспірант Ю. В. Прудникова. 
В. В. Калінчак є автором більше 100 наукових робіт, співавтором патентів, відкриттів та винаходів: 
- Пристрій для визначення швидкості вигорання рідини / М. І. Кулик, С. Є. Селіванов, В. В. Калинчак. — № 81805 ; заяв. 14.11.2005 ; опубл. 11.02.2008;
- Установка для визначення показників спалахування та горіння рідких палив / С. С. Селіванов, С. В. Літовка, В. В. Калинчак. — № 83306 ; заяв. 14.12.2006 ; опубл. 25.06.2008, Бюл. № 12;
- Спосіб визначення часу затримки займання та часу горіння зразка твердого палива / Ф. Ф. Карімова, С. Г. Орловська, В. В. Калинчак. — № 92111 ; заяв. 31.03.2014 ; опубл. 25.07.2014, Бюл. № 12.

Сьогодні В. В. Калінчак є науковим керівником двох держбюджетних тем. В. В. Калінчак є членом спеціалізованих вчених рад із захисту дисертацій в ОНУ ім. І. І. Мечникова, відповідальним редактором збірника наукових праць “Физика аэродисперсных систем”, наставником академічної групи теплофізиків фізичного факультету.

## Праці
- Воспламенение капель бинарных смесей / В. В. Калинчак // Физика аэродисперсных систем. — 1972. — Вып. 6.— С. 91-97.
- Инерционные характеристики пламени капель углеводородов при его гистерезисе / В. В. Калинчак [и др.] // Физика горения и взрыва. — 1990. — № 1. — С. 92-97.
- Влияние излучения на критические реакции тепло – и массообмена при параллельных химических реакциях / В. В. Калинчак // Физика горения и взрыва. — 1994. — № 4. — С. 63-74.
- Горение и самопроизвольное потухание углеродной частицы в поле лазерного излучения / В. В. Калинчак [и др.]  // Физика горения и взрыва — 1995. — № 3 — С. 50-56.
- Влияние внутреннего реагирования на критические условия тепломассобмена углеродных частиц / В. В. Калинчак [и др.] // Инженерно-физизический журнал — 1998. — № 5. — С. 880-886.
- Устойчивые и критические режимы тепломассообмена углеродной частицы в поле лазерного излучения / В. В. Калинчак // Теплофизика высоких температур. — 1998. — № 5. — С. 746 -753.
- Высокотемпературный тепломассообмен нагреваемой лазерным излучением углеродной частицы с учетом стефановского течения на ее поверхности / В. В.  Калинчак, С. Г. Орловская, О. Н. Гулеватая // Физика аэродисперсных систем. — 2001. — Вып. 38. — С. 158-169.
- Влияние стефановского течения и конвекции на кинетику химических реакций и тепломассообмена углеродных частиц с газами / В. В. Калинчак // Инженерно-физический журнал. — 2001. — № 2. — С. 51-55.
- Устойчивые и критические режимы высокотемпературного окисления вольфрамового проводника в воздухе / В. В. Калинчак, С. Г. Орловская, Т. В. Грызунова // Теплофизика высоких температур. — 2003. — № 3. — С. 465-469.
- Высокотемпературный тепломассообмен и стефановское течение на поверхности предварительно нагретой металлической частицы в холодном воздухе / В. В. Калинчак, А. С. Черненко // Теплофизика высоких температур. — 2009. — №3. — С. 438-447.
- Два предела по диаметру частицы катализатора, определяющих высоко-температурный темпломассообмен с активной газовой смесью / В. В. Калинчак [и др.] // Физика аэродисперсных систем. — 2010. — Вып. 47 . — С. 5-15.
- Исследование начальной стадии окисления железа при высоких температурах. Часть 1. / Н. Н. Копыт, В. В. Калинчак, К. И. Семенов // Дисперсные системы : материалы XXVI междунар. науч. конф. (Одесса, 22-26 сентября 2014 г.). — Одесса, 2014. — С. 86-90.
- Прикладная физика аэрозолей : учеб.-метод. пособ. по курсу «Физика аэрозолей», предназнач. для студ. направления «Физика» / В. В. Калинчак [и др.]. – Одесса : Одесский нац. ун-т, 2015. – 128 с.